# Trupp Einsatzstellensicherung

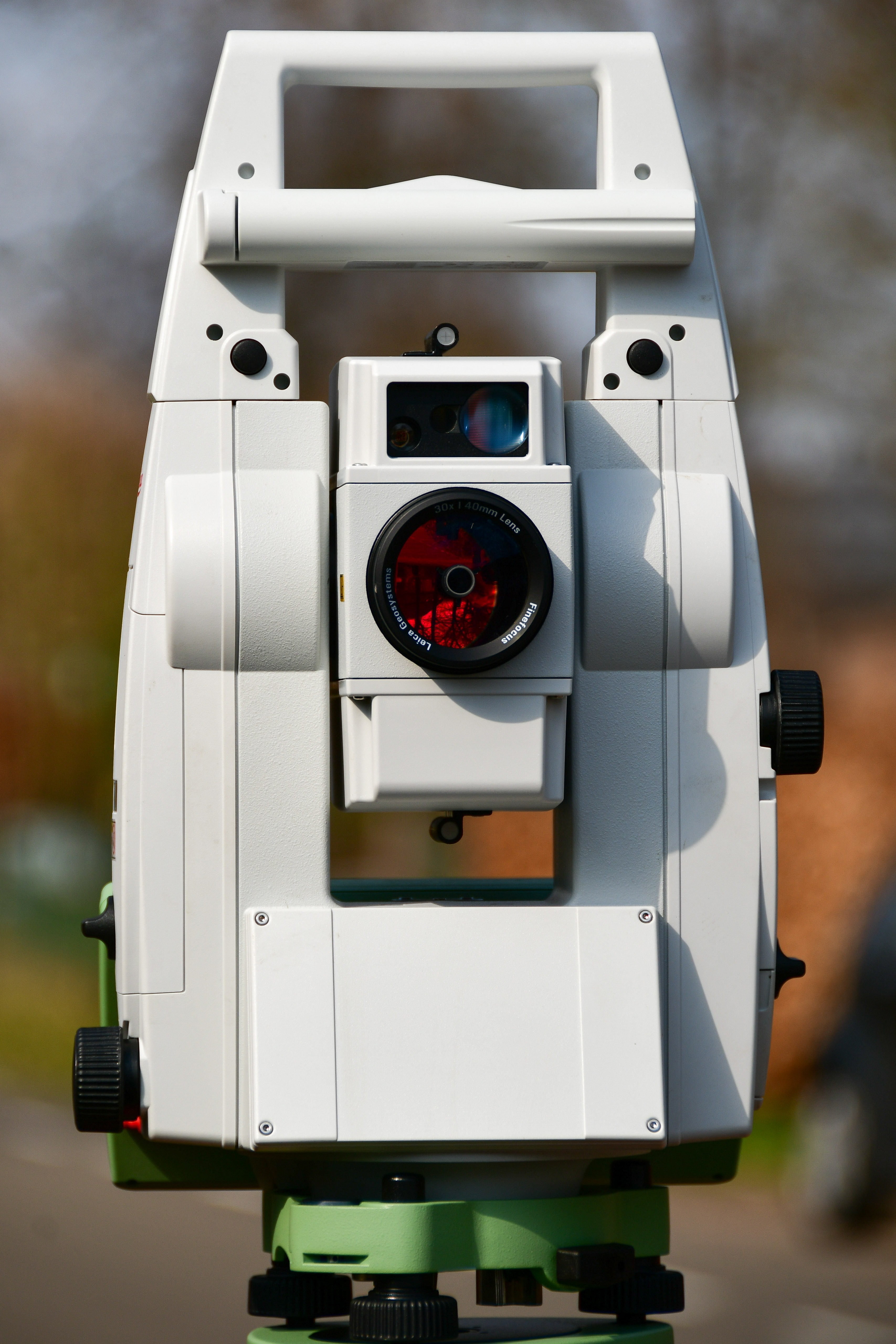
Elektronischer Tachymeter (Totalstation) von Leica Geosystems

Der Trupp Einsatzstellensicherung (Tr ESS) ist eine Teileinheit im Technischen Zug des Technischen Hilfswerks (THW). Der Trupp verwendet vor allem elektronische Tachymeter zur Erfüllung seiner Aufgaben.

## Aufgaben
Wichtigste Aufgaben des Trupps sind
- die Einsatzstellensicherung (das Erfassen von Bewegungen bei instabilen Gebäuden, Konstruktionen, Erdmassen oder sonstigen Objekten) und
- das Durchführen von Vermessungsarbeiten (Geodäsie).[1]

## Aufstellung
Das Einsatzstellensicherungssystem kam erstmals 2006 beim Einsturz der Eishalle in Bad Reichenhall zum Einsatz. Bis 2019 war die Einsatzstellensicherung eine Zusatzfähigkeit der Bergungsgruppen, seitdem ein eigenständiger Trupp.
Minimalziel ist die Dislozierung von mindestens zwei Tr ESS je Landesverband, insgesamt also 16 Einheiten, Sollziel sind 66 Einheiten bundesweit. Mitte 2025 waren 47 Einheiten aufgestellt.

## Qualifizierung
Zumindest der Truppführer oder die Truppführerin muss, neben einem ESS-Lehrgang, die Qualifikation als Baufachberaterin oder Baufachberater im THW nachweisen. Voraussetzung dafür ist, neben weiteren THW-internen Lehrgängen, ein beruflicher Hintergrund als Meister/-in aus dem Bauhauptgewerbe (Zimmerleute, Maurer/-in, Betonbauer/- in, Stahlbauer/-in) oder als Techniker/-in oder Ingenieur/-in aus dem Hochbaugewerbe.

## Ausstattung
Kernelement der Ausstattung ist ein elektronischer Tachymeter (Totalstation) des Herstellers Leica Geosystems. Das serienmäßige Gerät wurde unter anderem mit einer Funkverbindung ausgestattet, um auch in gefährdeten Bereichen einsetzbar zu sein. Zum Transport von Gerät und Mannschaft wird ein Mannschaftstransportwagen (MTW) verwendet.